# 서울컨벤션뷰로
서울컨벤션뷰로는 서울시의 MICE산업 진흥을 위한 공식 전담기구로 서울시를 대표해서 공공성을 가지고 국제회의의 유치, 홍보, 개최 등의 지원업무 등을 수행한다. 서울시에서는 2004년부터 (사)서울컨벤션뷰로를 구성·운영하다가 2008년 서울관광마케팅(주) 설립과 동시에 컨벤션뷰로를 편입시켜 현재 MICE본부에서 업무를 수행중이다. 사무실은 서울특별시 중구 삼일대로 340 9층에 위치하고 있다.

## 주요 사업
- 국제회의, 기업회의 유치 및 개최지원
- MICE 해외마케팅 및 홍보
- 국내외 주요도시, 기관, 산업분야 등 민간네트워크 활성화 (서울 MICE 얼라이언스 운영)
- MICE 전문 인력 양성 및 지원
- MICE 관광상품 개발 및 국제 MICE 전문 전시회 육성
- 정부, 지자체, 국제기구, 공공기관 및 단체 등으로부터의 수탁사업 실시

## 연혁
- 국제회의 개최 순위 세계 3위 도시 선정 (2015, 2016 UIA기준, 2년 연속 세계 3대 도시 선정)
- MICE 전문 박람회, 설명회 참가 및 홍보
- 종합 유치지원 서비스 제공 (서울답사, 제안서작성, 유치클리닉)
- 서울 MICE 얼라이언스 설치 및 운영 (2016년 230개 회원사)
- 서울 컨벤션 서포터즈 운영 (약 1,700명)
- 미래컨벤션도시연합(FCCI, Future Convention Cities Initiative) 운영
- Korea MICE Expo 공동개최 (2010-2012)
- Business Traveler US 선정, 6년 연속 세계 최고의 비지니스 미팅도시 1위(2012~2017)
- Global Traveler 선정, 세계 최고의 MICE 도시 1위(2013, 2015, 2016, 2017)